# Tomás Martín Tamayo
Tomás Martín-Tamayo (Campillo de Llerena, 1947) es un escritor español.

## Biografía
Natural de Campillo de Llerena (Badajoz). Casado, dos hijos. Maestro, escritor. Fue director docente del Centro Penitenciario de Badajoz, consejero de Educación y Cultura de la Junta de Extremadura, concejal de la primera corporación democrática del Ayuntamiento de Badajoz y vocal del Consejo Superior de Deportes.
Tiene catorce libros publicados y una decena de premios literarios. Ha logrado cierto reconocimiento en el ámbito de la narración corta y el cuento, figurando en antologías nacionales e hispanoamericanas. De El Enigma de Poncio Pilatos, se han agotado cinco ediciones, las tres últimas con el sello de la Editorial Planeta, distribuido en los países de habla hispana.  "El secreto del agua" obra de corte costumbrista y ambientada en la Extremadura de la posguerra, editada por la Diputación de Badajoz.
Ha colaborado con artículos de opinión El Mundo, Diario.es, El Confidencial y mantiene una columna semanal en HOY y EL NORTE DE CASTILLA.

## Obras
Algunos de sus 12+1 (como él dice) libros son:
- Cuentos de madrugada
- Abstracción de la culpa (Poesía)
- Cuentos al alba
- Cuentos de la maldita resignación
- 222 artículos de Hoy
- De cielo en cielo
- Cuentos en verde aceituna
- El enigma de Poncio Pilatos (2008)
- El manto de Légamo (diciembre de 2011)
- El Secreto del agua
- El dolor confinado (Poesía)

ANTOLOGIAS
- Narradores Hispanoamericanos.
- Estrechando círculos
- Alquimia.
- Ficciones, el relato corto
- Instintos naturales (Relato erótico)
- Instintos naturales II (Relato erótico)
- Narrativa corta en Extremadura.
- Narrativa Extremeña Actual.
- Sensaciones y sentidos.
- 50 eróticos.

PRÓXIMA APARICIÓN
- La amargura de Tiberio.
- Razones de algodón.
- Disfraces.
- Leyendas de Extremadura

## Convergencia Regional de Extremadura
Convergencia Regionalista de Extremadura (CREx) es un partido político regionalista de Extremadura (España), fundado por Tomás Martín Tamayo. Es uno de los componentes de la federación de partidos Coalición Extremeña.
Convergencia Regionalista de Extremadura fue inscrita en el registro de partidos políticos del Ministerio del Interior en julio de 1992. Su fundador era Tomás Martín Tamayo, entonces diputado en la Asamblea de Extremadura, para la que había sido elegido en las elecciones autonómicas de 1991 en las listas del Centro Democrático y Social.

## Blogs en internet
Tiene 3 blogs en internet:
- Cuentos del día a día
- Cuentos de la maldita resignación
- Fotografías del día a día